# La Soberanía Nacional (1864-1866)
La Soberanía Nacional fue un periódico editado en la ciudad española de Madrid entre 1864 y 1866, en las postrimerías del reinado de Isabel II.

## Historia
El periódico aparecía con el subtítulo «diario progresista». Editado en Madrid, se imprimió primeramente en la imprenta de J. peña y en sus últimos números en la de M. Tello.
De ideología progresista y dirigido por Ángel Fernández de los Ríos, publicó su primer número el 16 de diciembre de 1864. Sus ejemplares, de cuatro páginas, tenían originalmente unas dimensiones de 0,466x0,335 m, que aumentaron a partir del 23 de septiembre de 1865 a 0,430x0,304 m. Cesó el 21 de junio de 1866. En sus páginas participaron como redactores Guillermo Crespo, Eugenio María Hostos, Eduardo de la Loma, Servando Ruiz Gómez.